# 薩韋爾齊 (舍佩蒂夫卡區)
50°1′38″N 27°9′56″E / 50.02722°N 27.16556°E
薩韋爾齊（烏克蘭語：Саверці），是烏克蘭的村落，位於該國西部赫梅利尼茨基州，由舍佩蒂夫卡區負責管轄，面積0.05平方公里，海拔高度274米，人口90，人口密度每平方公里3,274.5人。